# Полисульфиды калия
Полисульфид калия — жёлто-бурые, твёрдые кристаллы с формулой K2Sn, где n=2÷6.

## Получение
- Сплавлением сульфида калия с серой получается смесь полисульфидов:

{\displaystyle {\mathsf {K_{2}S+{\mathit {n}}S\ {\xrightarrow {T}}\ K_{2}S_{{\mathit {n}}+1}}}}
результат можно контролировать количеством серы и температурой реакции. Также эту реакцию можно проводить в подщелочённом кипящем водном растворе.

## Физические свойства
Полисульфиды калия — это твёрдые вещества цвета от жёлтого до жёлто-оранжевого. Хорошо растворяются в воде, высшие полисульфиды растворяются в этаноле.
| Полисульфид | Молярная масса | Плотность | Температура плавления (°С) | Внешний вид       | Кристаллогидрат |
| ----------- | -------------- | --------- | -------------------------- | ----------------- | --------------- |
| K2S2        | 142,33         | 1,973     | 520; 470; 477              | красновато-жёлтый | K2S2•3H2O       |
| K2S3        | 174,39         | 2,102     | 292; 252; 295              | жёлто-коричневый  |                 |
| K2S4        | 206,46         |           | 159; 145                   | красно-коричневый | K2S4•2H2O       |
| K2S5        | 238,53         | 2,128     | 211; 206; 207              | Оранжевый         | K2S5•H2O        |
| K2S6        | 270,59         | 2,02      | 196; 197                   |                   |                 |

## Химические свойства
- При сильном нагревании разлагаются с выделением серы:

{\displaystyle {\mathsf {K_{2}S_{\mathit {n}}\ {\xrightarrow {>600^{o}C}}\ K_{2}S+({{\mathit {n}}-1})S}}}
- Водные растворы имеют щелочную реакцию из-за гидролиза по аниону:

{\displaystyle {\mathsf {S_{\mathit {n}}^{2-}+H_{2}O\ \rightleftarrows \ HS_{\mathit {n}}^{-}+OH^{-}}}}
- При комнатной температуре разлагаются разбавленными кислотами с выделением серы:

{\displaystyle {\mathsf {K_{2}S_{\mathit {n}}+2\ HCl\ {\xrightarrow {20^{o}C}}\ 2\ KCl+H_{2}S\uparrow +({{\mathit {n}}-1})S\downarrow }}}
- При низкой температуре и концентрированной кислоте удаётся получить полисульфаны:

{\displaystyle {\mathsf {K_{2}S_{\mathit {n}}+2\ HCl\ {\xrightarrow {-15^{o}C}}\ 2\ KCl+H_{2}S_{\mathit {n}}}}}
- Во влажной среде и на свету полисульфиды калия окисляются кислородом воздуха:

{\displaystyle {\mathsf {2\ K_{2}S_{\mathit {n}}+2\ H_{2}O+O_{2}\ {\xrightarrow {\ }}\ 4\ KOH+2{\mathit {n}}S}}}
- Без воды реакция окисления идёт иначе:

{\displaystyle {\mathsf {2\ K_{2}S_{\mathit {n}}+3\ O_{2}\ {\xrightarrow {\ }}\ 2\ K_{2}S_{2}O_{3}+(2{\mathit {n}}-4)S}}}

## Применение
- Для сульфидирования стальных и чугунных изделий.
- Для лечения кожных заболевания («Серная печень»).
- Как пестицид.